# Sweat (Kool & the Gang)
Sweat è il diciottesimo album in studio del gruppo musicale statunitense Kool & the Gang, pubblicato nel 1989.

## Tracce
Side 1
1. I Sweat – 4:22 (Bayyan)
2. This Is What a Love Can Do – 4:13 (Bokowski, Varner)
3. Never Give Up – 4:42 (Bellochio, Habeeb)
4. You Got My Heart on Fire – 6:29 (Haynes, Williams)
5. Someday – 4:58 (Bayyan, Martin)

Side 2
1. Raindrops – 3:50 (Booker)
2. In Your Company – 5:53 (Booker)
3. I'll Follow You Anywhere – 5:37 (Gazeley, Scher)
4. All She Wants to Do Is Dance – 3:55 (Booker)
5. How Can I Get Close to You – 4:22 (Brown, Thomas)
6. You Are the Meaning of Friend – 5:06 (Block, Smith)